# كبش الفداء (فلم 1921)
كبش الفداء (بالإنجليزية:The Goat) هو فيلم أمريكي كوميدي قصير صامت أنتج في سنة 1921 من تأليف وإخراج وبطولة باستر كيتون.

## طاقم التمثيل
- باستر كيتون
- فيرجينيا فوكس
- جو روبرتس
- مالكوم سانت كلير
- إدوارد إف كلاين
- جين سي هافز

## وصلات خارجية
- كبش الفداء على موقع IMDb (الإنجليزية)
- كبش الفداء على موقع روتن توميتوز (الإنجليزية)
- كبش الفداء على موقع قاعدة بيانات الأفلام العربية
- كبش الفداء على موقع ألو سيني (الفرنسية)
- كبش الفداء على موقع أول موفي (الإنجليزية)
- كبش الفداء على موقع فيلمافينيتي (الإسبانية)
- كبش الفداء على موقع قاعدة بيانات الأفلام السويدية (السويدية)
- كبش الفداء على موقع قاعدة بيانات الفيلم (الإنجليزية)
- كبش الفداء على موقع ليتربوكسد (الإنجليزية)
- كبش الفداء على موقع كينوبويسك (الروسية)
- كبش الفداء متوفر للتحميل المجاني على أرشيف الإنترنت